# Wilhelm Schwerzmann
Johann Jakob Wilhelm Schwerzmann (* 22. Juni 1877 in Zug, Bürgerort Cham; † 7. Juni 1966 in Orselina, Tessin) war ein Schweizer Bildhauer, Plastiker und Gestalter von Marionetten. Zu seinen Lebzeiten galt er als einer der bedeutendsten Brunnenplastiker der Schweiz.

## Leben und Ausbildung

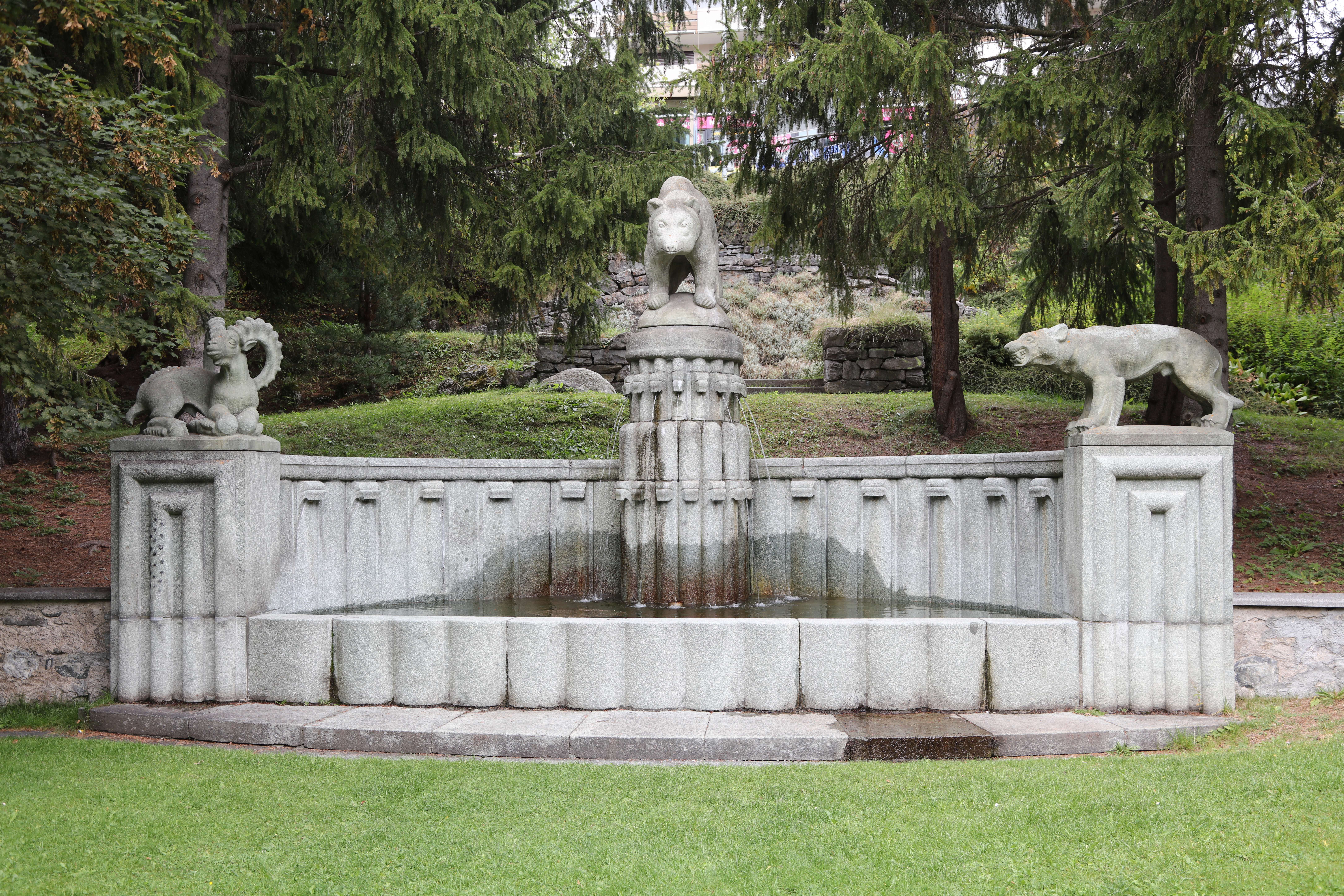
Brunnenanlage im Kurgarten von Davos

Wilhelm Schwerzmann war der Sohn eines aus dem Entlebuch stammenden Schuhmachers. Nachdem er die katholisch geführten Schulen in Zug besucht hatte, was bei ihm zu einer lebenslangen Antipathie gegen den Klerus führte, absolvierte er in Luzern eine sechsmonatige Bildhauerlehre bei Karl Ringler (* 1864). Anschliessend besuchte er die Kunstgewerbeschule Luzern, später die Gewerbeschule Basel. Diese musste er 1894 wieder verlassen, da er eine falsche Religionszugehörigkeit angegeben hatte. In der Folge ging er nach München, wo er an der Akademie der Bildenden Künste im Umfeld von Adolf von Hildebrand neue künstlerische Impulse erhielt. Wieder in der Schweiz, war er in Zollikon Schüler von Adolf Meyer (1867–1940) und schloss seine Bildhauerlehre zwischen 1904 und 1905 ab.
Aus gesundheitlichen Gründen verlegte Schwerzmann 1915 seinen Wohnsitz ins Tessin nach Minusio, wo er mehr als 50 Jahre lang bis lebte und arbeitete.
Wilhelm Schwerzmann starb am 7. Juni 1966 zwei Wochen vor Vollendung seines 89. Lebensjahres in Orselina.

## Werk
Schwerzmann gestaltete vor allem Kunst für den öffentlichen Raum, insbesondere Brunnenanlagen, Skulpturen mit Genreszenen und Tiermotiven, aber auch zahlreiche Bauplastiken, Ornamente und Reliefs für repräsentative Bank- und Hotelgebäude.
Ein Großteil seines Lebenswerkes entstand in Graubünden, dort insbesondere im Bereich Davos. Auch in Zürich, in St. Gallen und in seinem Wohnort Minusio ist er mit zahlreichen Werken in öffentlichen Raum vertreten.
Der Künstler arbeitete vorwiegend mit Sandstein, gefärbtem Kunststein oder Marmor, schuf aber auch Schnitzarbeiten aus Arvenholz.
Für die Schweizerische Landesausstellung 1914 schuf Schwerzmann folgende Werke:
- für das vom Architekten Karl Indermühle entworfene Wirtshaus des Heimatschutzes «Zum Röseligarten» eine aufwändig geschnitzte Innenausstattung
- eine Brunnenanlage, die Davos 1915 erwarb und die im Kurgarten unterhalb der Promenade aufgestellt wurde; die ebenfalls von Schwerzmann geschaffenen markanten Tierfiguren «Wolf» (1939), «Steinbock» (1940) und «Bär» (1941) auf diesem Brunnen wurden erst nachträglich ergänzt
- eine «Mariensäule», die ihren Platz vor der Liebfrauenkirche in Rapperswil fand
- den «Hofbrunnen» (auch «Dörflibrunnen»), der heute in St. Gallen-St. Fiden steht[2][3]

Zu Schwerzmanns bekannten Werken zählen der «Bubenbrunnen» (1928) im «Bubenbrunnenpark» am Postplatz in Davos Platz sowie der gemeinsam mit seinem Freund, dem Architekten Rudolf Gaberel, gebaute «Skistürzebrunnen» (1936) in der Dorfstrasse von Davos. Auf dem Davoser Waldfriedhof und auf dem Friedhof Davos-Dorf befinden sich einige Grabsteine, die Schwerzmann geschaffen hat. Im Kirchner Museum Davos befindet sich ein Selbstporträt des Künstlers, das er aus gefärbtem Gips geschaffen hat.
Nach dem Bergsturz in Fidaz 1939 erhielt Schwerzmann von einem türkischen Unternehmer, dessen Sohn bei diesem Unglück auch ums Leben gekommen war, den Auftrag für eine Gedenkstele. Für diese nutzte Schwerzmann die Bronzefigur eines Knaben, die er schon 1925 geschaffen hatte, und platzierte sie auf dem beschrifteten Sockel.
Schwerzmann nahm an den Schweizerischen Nationalausstellungen von 1908, 1919, 1925 und 1931 sowie bei den Turnusausstellungen des Schweizer Kunstvereins (SKV), 1923, 1924, 1929, 1932 und 1934 teil.
Als Kontrast zu Hermann Hallers Hans-Waldmann-Denkmal in Zürich hat Schwerzmann ein anderes Denkmal modelliert. Dieses wurde jedoch nie ausgeführt.

## Werke im öffentlichen Raum (Auswahl)
in Davos
- Brunnenanlage (1914), Kurgarten Davos
- Bubenbrunnen (1928), Davos Platz
- Skistürzebrunnen (1936), Davos Dorfstrasse
- 5 Holzreliefs in der Grossen Stube im Rathaus
- Grabsteine auf dem Waldfriedhof und in Davos-Dorf

in anderen Orten
- St. Mauritius im Hochwasser (Mauritiusbrunnen) (1910), St. Moritz[8]
- Wolfsrelief am «Geschäftshaus Wolfsberg», Bederstrasse 109, Zürich-Enge (1910)[9]
- Steinbockbrunnen am Majoranplatz in Chur (1912)
- Dörfli-Brunnen, St. Gallen (1914)
- Gedenkstele, Fidaz (1925)
- Geschnitzter Eckpfosten der «Villa Waldwinkel», Arosa
- Tierli-Brunnen beim Schulhaus Kirchbühl I in Cham
- Mariensäule bei der Liebfrauenkapelle in Rapperswil[10]
- Duonna Lupa-Brunnen, Tschlin (1960)

## Ausstellungen (Auswahl)
zu Lebzeiten
- 1908: Schweizerische Nationale Kunstausstellung
- 1914: Schweizerische Landesausstellung, Bern
- 1919: Schweizerische Nationale Kunstausstellung
- 1923: Turnusausstellung des Schweizerischen Kunstvereins
- 1924: Turnusausstellung des Schweizerischen Kunstvereins, Zürich
- 1925: Schweizerische Nationale Kunstausstellung
- 1929: Turnusausstellung des Schweizerischen Kunstvereins
- 1931: Schweizerische Nationale Kunstausstellung, Genf
- 1932: Turnusausstellung des Schweizerischen Kunstvereins, Zürich
- 1934: Turnusausstellung des Schweizerischen Kunstvereins
- 1939: Schweizerische Nationale Kunstausstellung, Zürich

posthum
- 2003/2004: Il confronto con la modernità, 1914-1953, Museo civico di belle arti, Lugano
- 2010: 1922. Le Origini, Museo comunale d’arte moderna Ascona, Ascona
- 2014/2015: Wilhelm Schwerzmann (1877-1966). Pittura e scultura nel Locarnese, Centro culturale e museo Elisarion, Minusio

## Bildergalerie

Brunnen bei der Universität Zürich
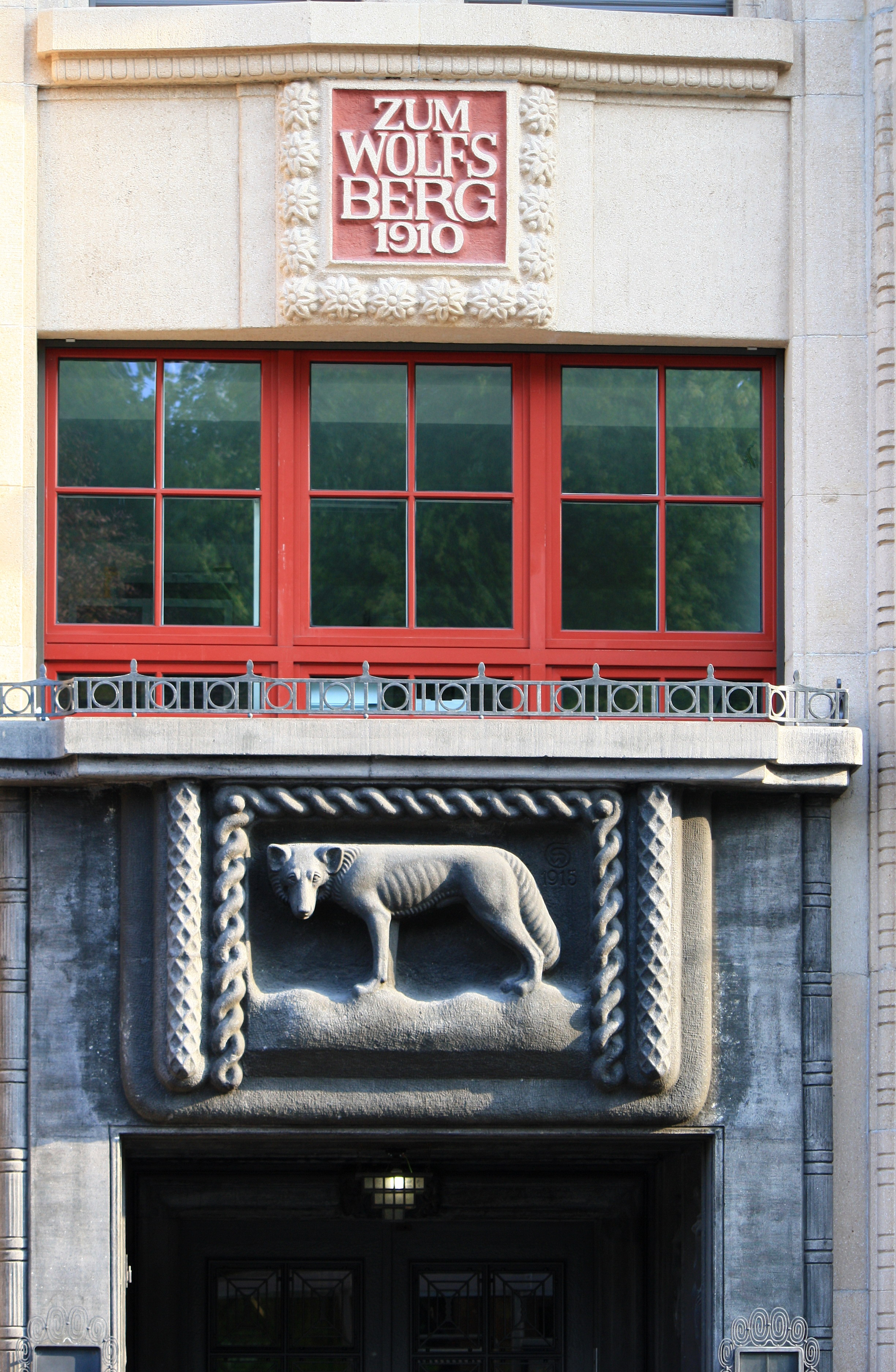
Relief für die Steindruckerei Wolfensberger
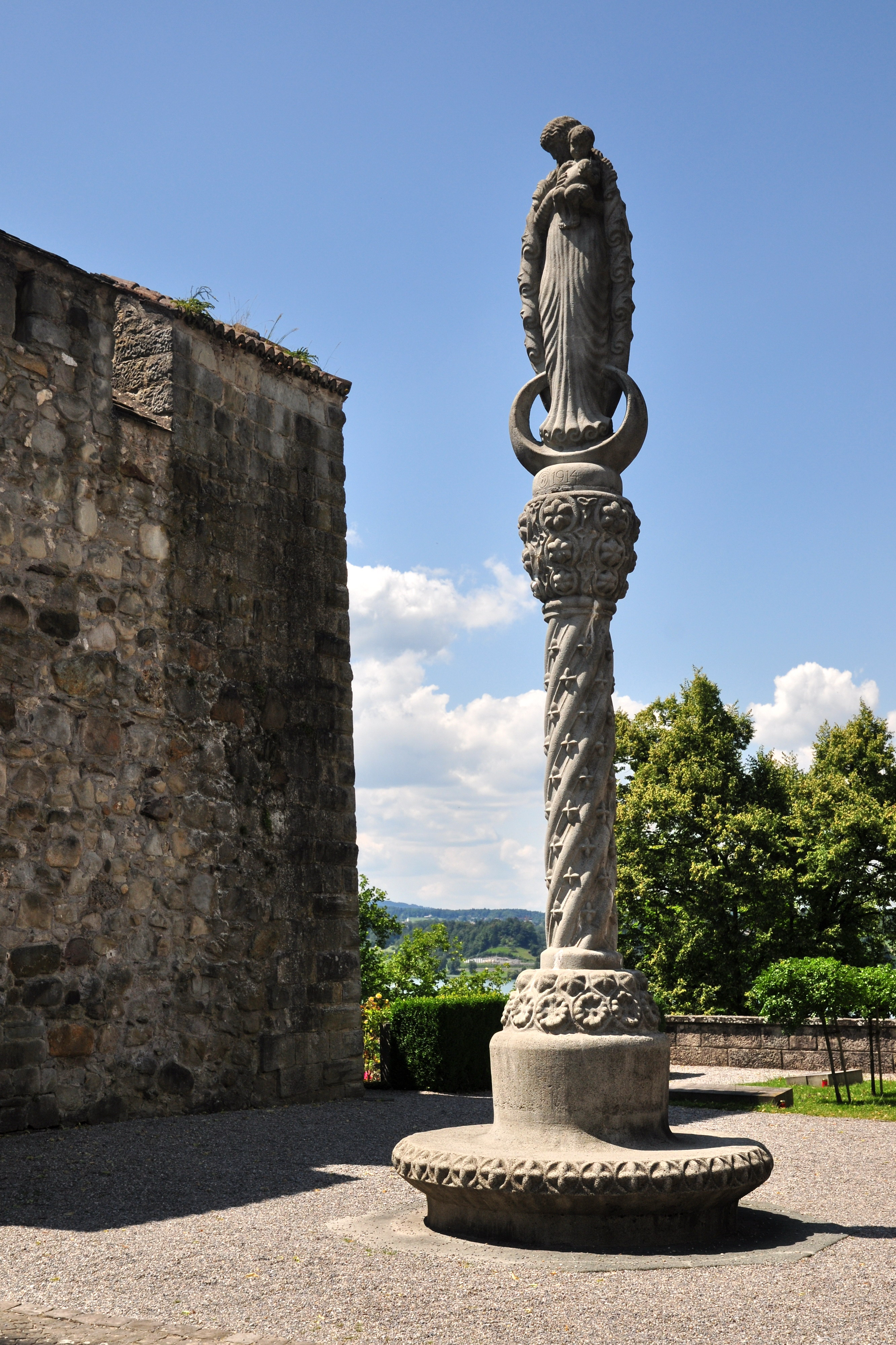
Mariensäule und Liebfrauenkapelle in Rapperswil
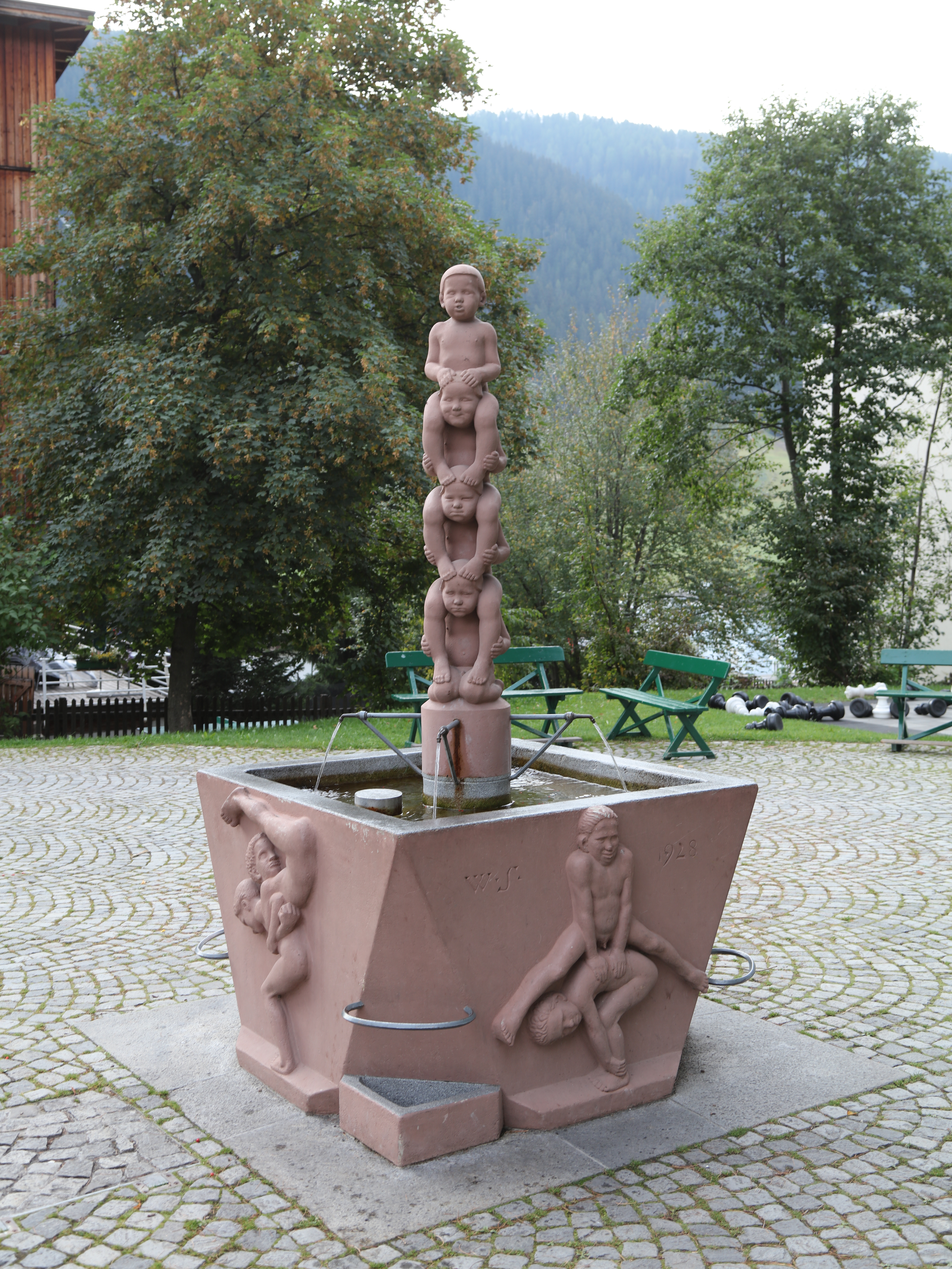
Knabenbrunnen, Davos Platz
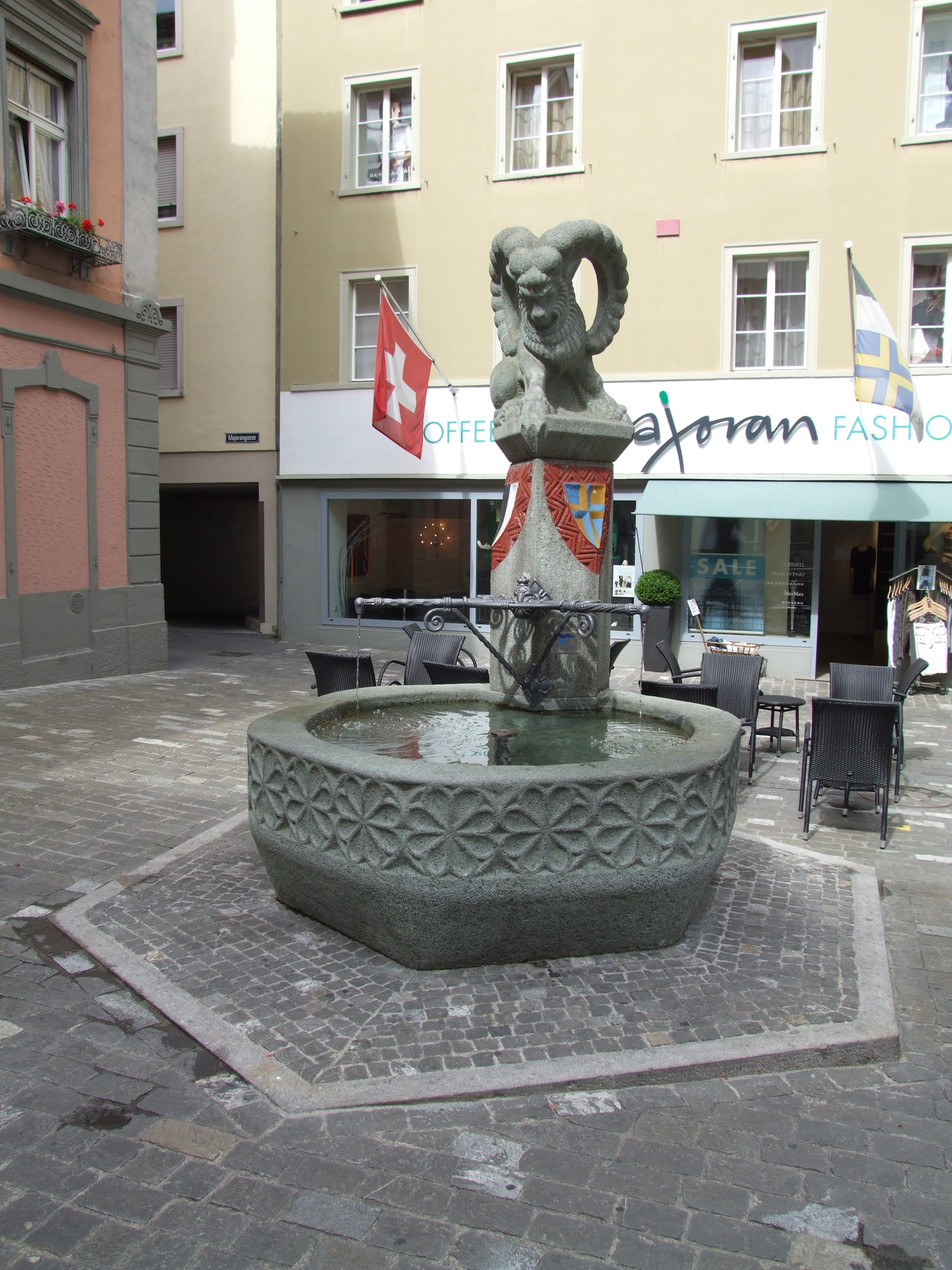
Majoran- oder Steinbockbrunnen in Chur
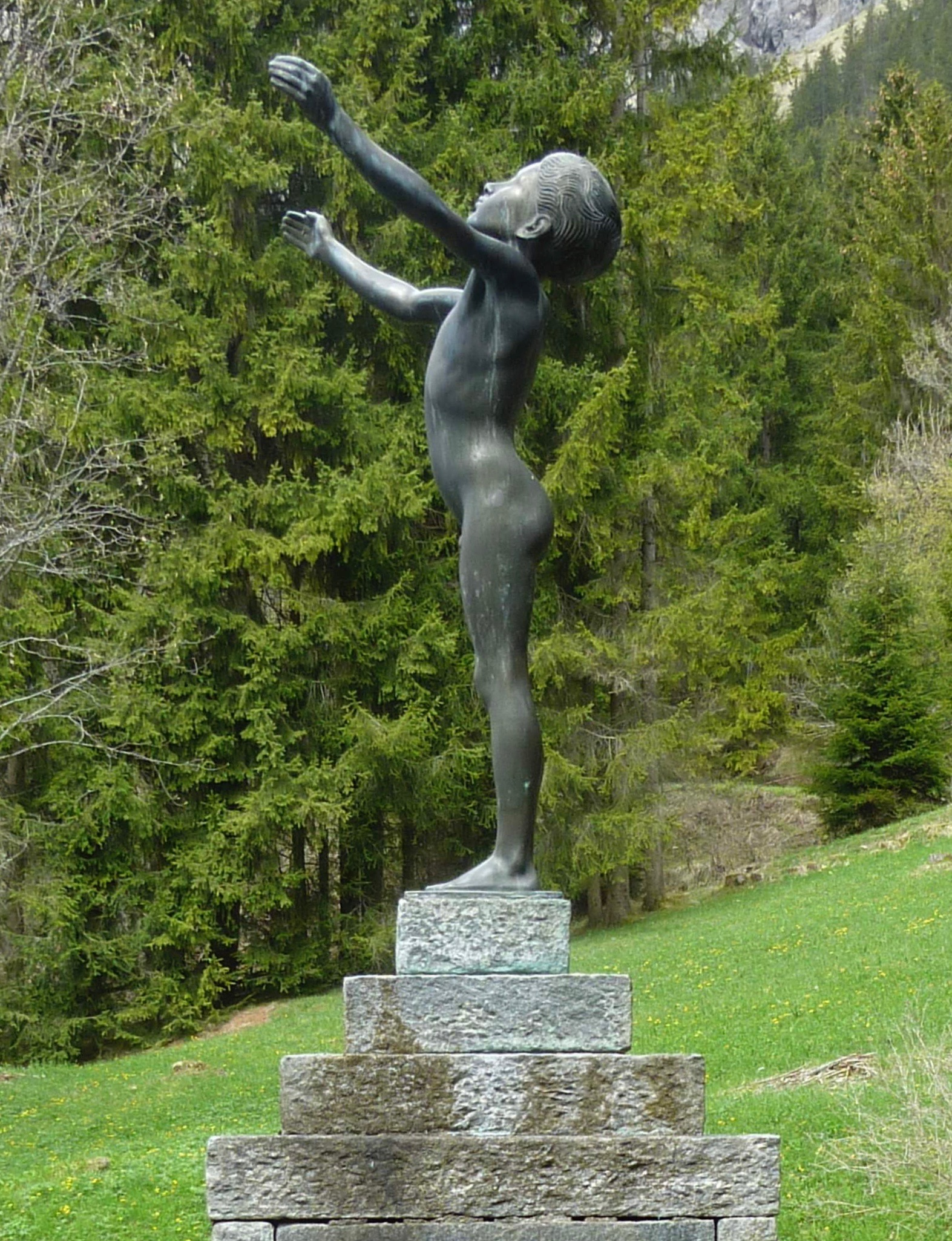
Knabenplastik für die Gedenkstätte in Fidaz